# Mani Sundu
Mani Sundu (* 1902 in Kamadu; † 2. Juli 1984) war ein sierra-leonischer Chief der Kono im westafrikanischen Sierra Leone.
Sundu trat als Geschäftsmann, Philanthrop und Farmer in Erscheinung. Sein wirtschaftlicher Aufstieg von einem Küchenhelfer zum reichsten Mann des Distriktes sorgte für ein hohes Ansehen. Er war unter den Kono als herausragender Händler bekannt.
Sundus Grab ist seit 19. Januar 2018 ein Nationaldenkmal Sierra Leones. Das Grab ist das erste Nationaldenkmal einer Person, die im 20. Jahrhundert geboren wurde.